# استخبار طبي
الاستخبار الطبي Medical intelligence هو مصطلع يم تعريفه من تعرف وزارة الدفاع المخابرات الطبية بأنها: 
 تلك الفئة من الذكاء الناتجة عن جمع وتقييم وتحليل وتفسير المعلومات الطبية والبيولوجية والعلمية والبيئية الخارجية التي تكون مهمة من اجل التخطيط الاستراتيجي والتخطيط الطبي العسكري والعمليات من أجل الحفاظ على القوة القتالية للقوات الصديقة و تشكيل تقييمات للقدرات الطبية الأجنبية في كل من القطاعين العسكري والمدني . يسمى أيضًا MEDINT.  

## المركز الوطني للاستخبارات الطبية
المركز الوطني للاستخبارات الطبية ("NCMI") ، المعروف سابقًا باسم مركز المخابرات الطبية للقوات المسلحة ("AFMIC") الواقع في فورت ديتريك بولاية ماريلاند، هو وكالة إنتاج ميدانية تابعة لوكالة استخبارات الدفاع . المركز يتحمل المسؤولية الأساسية عن الاستخبارات الطبية داخل وزارة الدفاع .